# Curvatura del espacio-tiempo

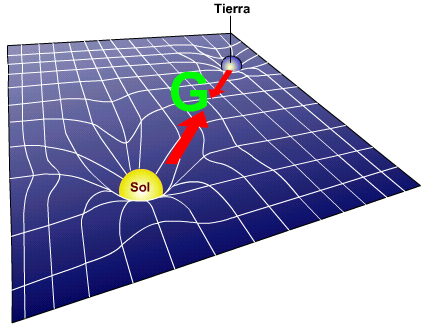
Esquema de la curvatura del espacio-tiempo.

La curvatura del espacio-tiempo es una de las principales consecuencias de la teoría de la relatividad general de acuerdo con la cual la gravedad es efecto o consecuencia de la geometría curva del espacio-tiempo. Los cuerpos dentro de un campo gravitatorio siguen una trayectoria espacial curva, aun cuando en realidad pueden estar moviéndose según líneas de universo lo más "rectas" posible a través de un espacio-tiempo curvado. Las líneas más "rectas" o que unen dos puntos con la longitud más corta posible en determinado espacio-tiempo se llaman líneas geodésicas y son líneas de curvatura mínima.

## Historia de las geometrías no euclídeas
Las ideas básicas que llevaron a la noción de que el espacio físico es curvo
y por tanto no euclídeo se deben a los muchos intentos, a lo largo de varios siglos, para probar si el quinto postulado de Euclides podía derivarse del resto de axiomas de la geometría euclídea. Este postulado afirma que fijada una recta y un punto exterior a esta, existe una y sólo una recta paralela a la primera que pase por dicho punto.
Esos intentos culminaron con la constatación por Bolyai y Gauss de que este axioma o postulado de las paralelas puede obviarse, y se pueden construir geometrías donde simplemente el postulado es falso, dando lugar a las geometrías no euclídeas. Así, además del espacio plano o euclídeo, podemos construir otros espacios de curvatura constante como:
- El espacio abierto hiperbólico de Bolyai-Lobachevski, en el que existe no una, sino infinitas rectas paralelas a una recta dada que pasan por un punto exterior prefijado.
- El espacio cerrado elíptico de Riemann, en el que no existe ninguna recta paralela exterior a otra dada que no se interseque.

## Bases matemáticas
Las matemáticas para estudiar geometrías curvas totalmente generales se llamaron con el tiempo geometría de Riemann, y fueron desarrolladas por Bernhard Riemann, discípulo de Gauss. Durante todo el siglo XIX, la teoría de espacios curvos fue considerada una abstracción matemática que nada tenía que ver con la geometría del universo real. No fue hasta después de que Einstein desarrolló la teoría de la relatividad especial que las geometrías no euclídeas se hicieron notorias también fuera de las matemáticas.

### Espacio-tiempo
Dentro de la teoría de la relatividad, el espacio y el tiempo forman una variedad diferenciable, llamada espacio-tiempo, que matemáticamente se trata como una variedad pseudoriemanniana de signatura (3,1) (ya que existen tres dimensiones espaciales y una dimensión temporal). Y la curvatura del espacio-tiempo viene definida por el tensor de curvatura de Riemann.
Debe tenerse presente que el teorema de "incubación" de Whitney implica que un espacio-tiempo curvo de cuatro dimensiones puede ser considerado como una hipersuperficie curva dentro del espacio euclídeo {\displaystyle \mathbb {R} ^{8}}. Si se establecen limitaciones físicas sobre un espacio-tiempo físicamente admisible puede considerarse que el espacio euclídeo en el que puede "incubarse" dentro de un espacio euclídeo de dimensión menor. Por ejemplo, en la teoría relativista de la gravitación de Anatoli Logunov el espacio-tiempo puede incluirse en {\displaystyle \mathbb {R} ^{5}}.

### Ejemplos

Una representación del paraboloide de Flamm, cuya curvatura geométrica coincide con la del plano de la eclíptica o ecuatorial de una estrella esféricamente simétrica.

El campo gravitatorio solar viene dado de manera aproximada por la métrica de Schwarzschild, que a distancias muy grandes se aproxima a la geometría plana del espacio de Minkowski. La figura de la derecha muestra aproximadamente el plano de la eclíptica del sistema solar modelizado mediante la métrica de Schwarzschild; una órbita planetaria es una curva cuasi-elíptica alrededor del centro de dicha eclíptica.

## Midiendo el espacio-tiempo curvo
Gauss había mostrado que pueden existir otras geometrías no-euclídeas, lo cual sugería que la geometría real del espacio no tenía por qué ser euclídea. Si la geometría del espacio no fuera euclídea habría ciertas consecuencias medibles; por ejemplo, si un físico pone una marca, y un cartógrafo permanece a una cierta distancia y se mide su longitud por triangulación basada en la geometría euclídea, entonces no está garantizado que sea dada la misma respuesta si el físico porta la marca consigo y mide su longitud directamente.
Por supuesto, para una marca no podría medirse en la práctica la diferencia entre las dos medidas, pero existen medidas equivalentes que deben detectar la geometría no euclidiana del espacio-tiempo directamente. Por ejemplo, el experimento de Pound-Rebka (1959) detectó el cambio en la longitud de onda de la luz de una fuente de cobalto surgiendo por 22.5 metros contra la gravedad en un local del Laboratorio de Física Jefferson en la Universidad de Harvard, y la cadencia de un reloj atómico en un satélite GPS alrededor de la Tierra tiene que ser corregida por efecto de la gravedad.